# Киселёво (Луганская область)
Киселёво (укр. Киселеве) — посёлок, относится к Свердловскому городскому совету Луганской области Украины. Под контролем самопровозглашённой Луганской Народной Республики.

## География
Ближайшие населённые пункты: посёлки Дзержинский на западе, Новодарьевка на северо-западе, Ленинское, Шахтёрское на северо-востоке, сёла Матвеевка на востоке, Антракоп и Березовка на юго-востоке, посёлок Нагольно-Тарасовка на юго-западе.

## Население
Население по переписи 2001 года составляло 372 человека.

## Общие сведения
Почтовый индекс — 94839. Телефонный код — 6434. Занимает площадь 0,9 км². Код КОАТУУ — 4412746905.

## Местный совет
94853, Луганская обл., Свердловский городской совет, пгт. Шахтерское, ул. Московская, 5